# Gerhard Neumann (ingénieur)
Pour les articles homonymes, voir Neumann.
Gerhard Neumann, né le 8 octobre 1917 à Francfort-sur-l'Oder et mort le 2 novembre 1997, est un ingénieur aéronautique allemand naturalisé américain. Il a été l'un des responsables de la division de General Electric consacrée à la propulsion, division de nos jours appelée GE Aviation.
Neumann a écrit un livre racontant sa formation technique « à la dure » en Allemagne, ses aventures nombreuses en Asie dont notamment son aide technique aux Américains basés en Chine en 1941, les Tigres Volants, puis un voyage de retour en jeep depuis la Birmanie jusqu'à la Méditerranée. Rentré chez GE comme technicien d'essais moteurs, il en deviendra un des directeurs.
Entre 1970 et 1975, il participe au rapprochement de SNECMA et General Electric. Le 24 janvier 1974, Gerhard Neumann, directeur de l’activité Moteur d’Avions chez General Electric, et René Ravaud, président de la SNECMA, signent la création d'une de société commune, nommée CFM International.

## Distinctions
- Chevalier de la Légion d'honneur en 1971[2].